# Gregorio de Montalvo Olivera
Gregorio de Montalvo Olivera, OP (1529 – 11 de dezembro de 1592) foi um prelado católico romano que serviu como bispo de Cuzco (1587–1592) e bispo de Iucatão (1580–1581).

## Biografia
Olivera nasceu em Coca, Segóvia, em Espanha, e foi ordenado sacerdote na Ordem dos Pregadores. No dia 15 de dezembro de 1580, foi nomeado durante o papado de Gregório XIII como Bispo de Iucatão. Em 1581, foi consagrado bispo. A 16 de novembro de 1587, foi nomeado durante o papado de Sisto V como Bispo de Cuzco. Serviu como Bispo de Cuzco até à sua morte, a 11 de dezembro de 1592.